# イングランドの女子サッカーの優勝チーム一覧
イングランドの女子サッカーの優勝チーム一覧（英: List of English women's football champions）とは、イングランドの女子サッカー（英語）で最上位リーグの第1位の一覧である。1991年の改革以降、名称はWFA ナショナルリーグ／FA女子プレミアリーグと変遷し、2011年から「FA女子スーパーリーグ」(FA WSL) と称する。

## 初期の覇者たち

### 20世紀初頭

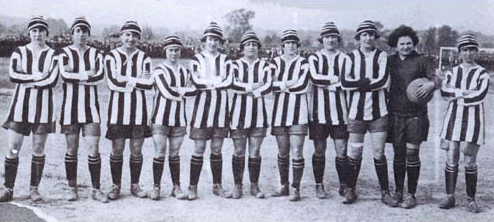
ディック・カー女子FC (1922年アメリカ遠征)

FAによるプロフェッショナルの男子サッカーがイングランド・サッカーリーグ（英語）に組織化される (1888年)が、女子サッカー界ではすでに試合を行なっていながら、組織化はこの時期には進まなかった。当時、例えばイギリス婦人サッカークラブ（英語） (1895年創設) は主に親善試合に参加し、国内遠征を重ねてそこそこの成功を収めていた。
第一次世界大戦下にイングランドの女子サッカーはふたたび脚光を浴び、戦後も競技人口が増え続けた。1920–21シーズン（英語）にディック・カー女子FC（英語） Dick, Kerr Ladies F.C. はブリテン島を中心に遠征し、59試合58勝1ドローの成績を残した。
1922年にイギリス女子サッカー連盟（英語）が初めて総当たり戦「チャレンジカップ」を催すと、FAが女性のサッカー試合開催を次々に禁止するなか、ストーク女子FCは初代覇者となる。その後の時期には軍需産業のディック・カー女子FC Dick, Kerr team がプレストン・レディース Preston Ladies (1926年–1965年) と改名し、女子サッカー・ワールド選手権という (イギリス本土の) カップをめぐって1930年代にエディンバラと少なくとも2回、試合を行なった。1937年の対戦ではプレストンが 5–1 で勝利するが、1939年にはエディンバラがプレストンを 5–2 で破ると、トロフィーはスコットランドへ渡った。

### 女子サッカー連盟時代 (WFA)

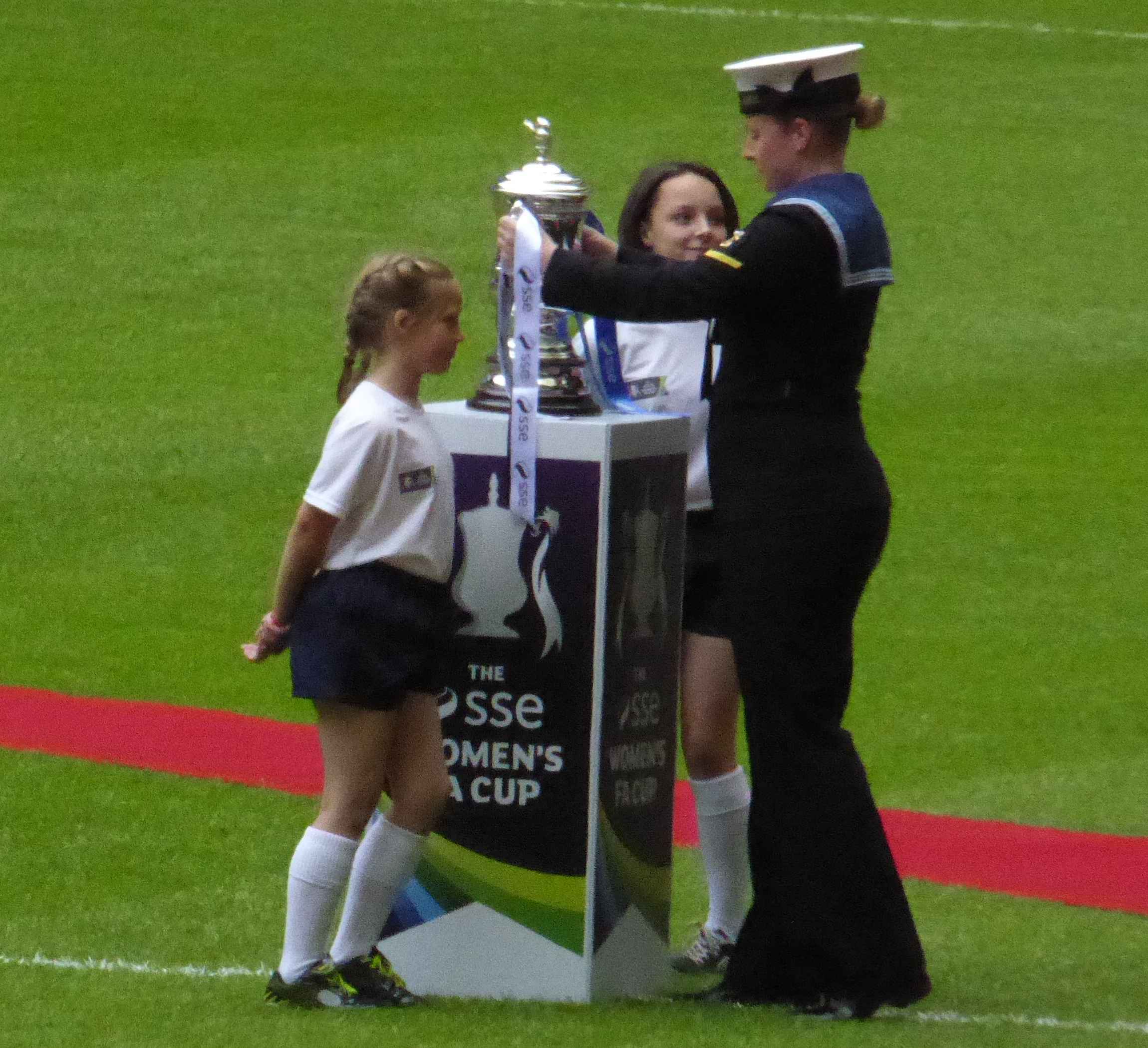
女子FAカップの優勝杯

女子サッカー連盟 (WFA) はイギリスの女子サッカーの試合が地域リーグ Regional Leagues を中心に運営されていた1969年11月に創設され、大英帝国の女子サッカー協会 Ladies Football Association of Great Britain として発足する。1921年以来、傘下のスタジアム利用禁止などにより女子サッカーの活動を封じ込めてきたイングランドのフットボール・アソシエーションはWFAカップを1970–71シーズン（英語）から立ち上げ、国内試合として当初はイングランド地域以外の多くのクラブの参加も認めた。1971年の決勝戦はサウサンプトンがキルマーノック (スコットランド) のスチュワートン・シスル（英語） Stewarton Thistle と対戦、同年の第1回スコットランド女子カップの覇者を下した。
サウサンプトンはこの時代のイングランド女子サッカーを牽引すると、1971シーズン（英語）から1981シーズン（英語）の間にWFA カップを8勝、また準優勝を2回記録している。翌1983シーズン（英語）でドンカスター・ベルズが初優勝し、その後の10年ほどにわたり決勝に進出すると必ず勝利をあげた。同カップ4勝目の1990シーズン（英語）を最後に、1991シーズン（英語）には決勝戦でミルウォール・ライオネセズに敗退した。
WFA には助成金がつき、広域公益法人のスポーツ・イングランド（英語）出資により女子ナショナルリーグが発足する。その端緒はWFAナショナルリーグ・プレミアディヴィジョンの1991–92シーズン（英語）であり、プレミアの出場チームは8、ノーザンとサウザンの両ディヴィジョンは合計16チームの参加を見た。このリーグと並行してWFAカップ (女子FAカップ) も継続、1991–92シーズン創設の女子ナショナルリーグ・カップ（英語）と並存する。こうして最上位の女子リーグは例年のイングランド女子サッカー界の覇者を決定 – 1994年発足のFA女子プレミアリーグにとって、2001年以降はどのチームをUEFA女子カップへ送り出すか決める機会であり、2011年からはFA WSLを傘下におさめている。

## リーグの覇者一覧
注記：チーム名が太字の場合（D印付き）はFA女子カップで ダブルを達成。これに加えて†記号の付いたアーセナルは2007年にUEFA女子カップも獲り、トレブルを成し遂げた。

### WFA ナショナルリーグ・プレミアディヴィジョン (1991–1994)
| シーズン        | 優勝                        | 準優勝                       | 第3位                     | 最高殊勲選手                        | ゴール数 |
| --------------- | --------------------------- | ---------------------------- | ------------------------- | ----------------------------------- | -------- |
| 1991–92（英語） | ドンカスター・ベルズLFC (D) | レッドスター・サウサンプトン | ウィンブルドンLFC（英語） | Karen Walker (ドンカスター・ベルズ) | 36       |
| 1992–93（英語） | アーセナル・ウィメンFC (D)  | ドンカスター・ベルズLFC      | リヴァプールFCウィメン    |                                     |          |
| 1993–94（英語） | ドンカスター・ベルズLFC (D) | アーセナル・ウィメンFC       | リヴァプールFCウィメン    |                                     |          |

### FA 女子プレミアリーグ・ナショナルディヴィジョン (1994–2010)
| シーズン          | 優勝                       | 準優勝                  | 第3位                           | 最高殊勲選手                              | ゴール数 |
| ----------------- | -------------------------- | ----------------------- | ------------------------------- | ----------------------------------------- | -------- |
| 1994–95（英語）   | アーセナル・ウィメンFC (D) | リヴァプールFCウィメン  | ドンカスター・ベルズLFC（英語） |                                           |          |
| 1995–96（英語）   | クロイドンLFC（英語）(D)   | ドンカスター・ベルズLFC | アーセナル・ウィメンFC          |                                           |          |
| 1996–97（英語）   | アーセナル・ウィメンFC     | ドンカスター・ベルズLFC | クロイドンLFC（英語）           | Joanne Broadhurst (アーセナル)            | 21       |
| 1997–98（英語）   | エヴァートンLFC            | アーセナル・ウィメンFC  | ドンカスター・ベルズLFC         |                                           |          |
| 1998–99（英語）   | クロイドンLFC（英語）      | アーセナル・ウィメンFC  | ドンカスター・ベルズLFC         |                                           |          |
| 1999–2000（英語） | クロイドンLFC（英語）(D)   | ドンカスター・ベルズLFC | アーセナル・ウィメンFC          |                                           |          |
| 2000–01（英語）   | アーセナル・ウィメンFC (D) | ドンカスター・ベルズLFC | チェルシーFCウィメン            |                                           |          |
| 2001–02（英語）   | アーセナル・ウィメンFC     | ドンカスター・ベルズLFC | チェルシーFCウィメン            |                                           |          |
| 2002–03（英語）   | フーラムLFC（英語）(D)     | ドンカスター・ベルズLFC | アーセナル・ウィメンFC          |                                           |          |
| 2003–04（英語）   | アーセナル・ウィメンFC (D) | チェルシーFCウィメン    | フーラムLFC（英語）             |                                           |          |
| 2004–05（英語）   | アーセナル・ウィメンFC     | チェルシーFCウィメン    | エヴァートンLFC                 | Trudy Williams (ブリストル・ローヴァーズ) | 20       |
| 2005–06（英語）   | アーセナル・ウィメンFC (D) | エヴァートンLFC         | チェルシーFCウィメン            | Kelly Smith (アーセナル)                  | 18       |
| 2006–07（英語）   | アーセナル・ウィメンFC †   | エヴァートンLFC         | チェルシーFCウィメン            | Lianne Sanderson (アーセナル)             | 29       |
| 2007–08（英語）   | アーセナル・ウィメンFC (D) | エヴァートンLFC         | リーズLFC（英語）               | Lianne Sanderson (アーセナル)             | 25       |
| 2008–09（英語）   | アーセナル・ウィメンFC (D) | エヴァートンLFC         | チェルシーFCウィメン            | Kelly Smith (アーセナル)                  | 25       |
| 2009–10（英語）   | アーセナル・ウィメンFC     | エヴァートンLFC         | チェルシーFCウィメン            | Kim Little (アーセナル)                   | 17       |

### FA 女子スーパーリーグ (2011–現在)
| シーズン        | 優勝                       | 準優勝                    | 第3位                   | 最高殊勲選手                           | ゴール数 |
| --------------- | -------------------------- | ------------------------- | ----------------------- | -------------------------------------- | -------- |
| 2011（英語）    | アーセナル・ウィメンFC (D) | バーミンガム・シティLFC   | エヴァートンLFC         | Rachel Williams (バーミンガム・シティ) | 14       |
| 2012（英語）    | アーセナル・ウィメンFC     | バーミンガム・シティLFC   | エヴァートンLFC         | Kim Little (アーセナル)                | 11       |
| 2013（英語）    | リヴァプールFCウィメン     | Bristol Academy WFC       | アーセナル・ウィメンFC  | Natasha Dowie (リヴァプール)           | 13       |
| 2014（英語）    | リヴァプールFCウィメン     | チェルシーFCウィメン      | バーミンガム・シティLFC | Karen Carney (バーミンガム)            | 8        |
| 2015（英語）    | チェルシーFCウィメン (D)   | マンチェスター・シティWFC | アーセナル・ウィメンFC  | Beth Mead (サンダーランド)             | 12       |
| 2016（英語）    | マンチェスター・シティWFC  | チェルシーFCウィメン      | アーセナル・ウィメンFC  | Eniola Aluko (チェルシー)              | 9        |
| 2017–18（英語） | チェルシーFCウィメン (D)   | マンチェスター・シティWFC | アーセナル・ウィメンFC  | Ellen White (バーミンガム・シティ)     | 15       |
| 2018–19（英語） | アーセナル・ウィメンFC     | マンチェスター・シティWFC | チェルシーFCウィメン    | Vivianne Miedema (アーセナル)          | 22       |
| 2019–20（英語） | チェルシーFCウィメン       | マンチェスター・シティWFC | アーセナル・ウィメンFC  | Vivianne Miedema (アーセナル)          | 16       |
| 2020–21（英語） | チェルシーFCウィメン       | マンチェスター・シティWFC | アーセナル・ウィメンFC  | Sam Kerr (チェルシー)                  | 21       |

## 勝ち試合の合計
イングランドの女子ナショナルリーグのもと、1991年から優勝した個別のクラブは8である。ナショナルの準優勝はそのほかに3クラブを数える。
注記：太字（☆印付き）で表記したチームは、2020–21 FA WSLシーズンに出場した。
| クラブ名                                                | 優勝 | 準優勝 | 優勝シーズン | 準優勝シーズン |
| ------------------------------------------------------- | ---- | ------ | --- | --- |
| アーセナル (☆)                                          | 15   | 3      | 1992–93（英語）、1994–95（英語）、1996–97（英語）、2000–01（英語）、2001–02（英語）、2003–04、2004–05、2005–06、2006–07、2007–08、 2008–09、2009–10、2011（英語）、2012（英語）、2018–19（英語） | 1993–94（英語）、1997–98（英語）、1998–99（英語）                                                                                         |
| チェルシー (☆)                                          | 4    | 2      | 2015（英語）、2017–18（英語）、2019–20（英語）、2020–21（英語） | 2014（英語）、2016（英語） |
| クロイドン/チャールトン・アスレティック                 | 3    | 2      | 1995–96（英語）、1998–99（英語）、1999–2000（英語） | 2003–04（英語）、2004–05（英語） |
| ドンカスター・ベルズ/ドンカスター・ローヴァーズ・ベルズ | 2    | 7      | 1991–92（英語）、1993–94（英語） | 1992–93（英語）、1994–95（英語）、1995–96（英語）、1996–97（英語）、 1999–2000（英語）、2000–01（英語）、2001–02（英語）、2002–03（英語） |
| リヴァプール                                            | 2    | 1      | 2013（英語）、2014（英語） | 1994–95（英語） |
| エヴァートン (☆)                                        | 1    | 5      | 1997–98（英語） | 2005–06（英語）、2006–07（英語）、2007–08（英語）、2008–09（英語）、2009–10（英語）                                                       |
| マンチェスター・シティ (☆)                              | 1    | 5      | 2016（英語） | 2015（英語）、2017–18（英語）、2018–19（英語）、2019–20（英語）、2020–21（英語）                                                          |
| フラム                                                  | 1    | 0      | 2002–03（英語） | |
| バーミンガム・シティ (☆)                                | 0    | 2      | | 2011（英語）、2012（英語） |
| レッドスター・サウサンプトン                            | 0    | 1      | | 1991–92（英語） |
| ブリストル・アカデミー/ブリストル・シティ (☆)           | 0    | 1      | | 2013（英語） |